# Two Medicine
Two Medicine est une localité américaine située dans le parc national de Glacier, au Montana. La région abrite le lac Two Medicine, un lac qui possède un campement sur ses rives. À proximité, on retrouve également deux autres lacs nommés Lower Two Medicine Lake et Upper Two Medicine Lake.
Depuis l'apparition des premiers touristes dans les années 1890 jusqu'à la fin de la construction de la route Going-to-the-Sun Road en 1932, Two Medicine était une des régions les plus visitées du parc. Avec le développement de la voiture et à la suite de l’apparition de la nouvelle route qui traverse le parc d’est en ouest, la zone fut délaissée par la plupart des visiteurs qui voyaient apparaître un nouveau moyen d'entrer facilement dans le parc. À l'origine faisant partie d’un vaste complexe de chalets à vocation touristique, le Two Medicine Store est le principal vestige de cette période révolue. Cette construction classée National Historic Landmark fait office de magasin pour les visiteurs venant dans la région et reste néanmoins un point de départ pour de nombreuses randonnées pédestres ou pour des excursions en bateaux sur le Two Medicine Lake. Tout comme la Chief Mountain, la région était considérée comme sacrée par les indiens Pieds-Noirs. La réserve indienne des Pieds-Noirs est d'ailleurs assez proche de cette région.